# Hexorthodes inconspicua
Hexorthodes inconspicua là một loài bướm đêm trong họ Noctuidae.